# مسجد دیماوکوم
مسجد دیماوکوم که به آن مسجد صورتی نیز می‌گویند، مسجدی در داتو سعودی آمپاتوان، ماگوئیندانائو، فیلیپین است.

## تاریخچه
شهردار وقت، سامسودین دیماوکوم، مسئول تأمین مالی ساخت این مسجد بود. زمینی که مسجد در آن ساخته شده، متعلق به خانوادهٔ شهردار بوده است. این مسجد توسط کارگران مسیحی ساخته شده است تا نمادی از وحدت و برادری بین ادیان باشد. این مسجد در ماه رمضان سال ۲۰۱۴ افتتاح شد.

## معماری و طراحی
مسجد دیماوکوم به خاطر نمای صورتی‌رنگش مورد توجه است. صورتی نماد صلح و عشق است. به گفتهٔ شهردار دیماوکوم، که از رنگ صورتی مورد علاقه‌اش به عنوان رنگ کمپین انتخاباتی‌اش استفاده کرده بود، منظور از عشق انواع مختلفی از عشق، از جمله عشق به خدا و جامعه است. اقدام برای رنگ‌آمیزی مسجد همچنین تلاشی برای تقویت صنعت گردشگری محلی داتو سعودی آمپاتوان بود، چرا که پیش از این در سایر نقاط شعر ساختمان‌های صورتی رنگ‌آمیزی یا ساخته شده بودند.